# Tibava
Tibava je obec na Slovensku. Nachází se v Košickém kraji, v okrese Sobrance. Obec má rozlohu 10,66 km² a leží v nadmořské výšce 130 m. V roce 2011 v obci žilo 549 obyvatel. První písemná zmínka o obci pochází z roku 1282.

## Obyvatelstvo
Obyvatelé byli povětšinou zemědělci. Koncem 19. století byla vesnice postižena vystěhovalectvím.

## Památky
Dominantou obce je římskokatolický kostel ze 14. století s renesančním epitafem a barokními obrazy.